# سافیرین
سافیرین  (به انگلیسی: Sapphirine) با فرمول شیمیایی Mg3.5 Al4.5[O2-Al4.5 Si1.5 O18] از مجموعه کانی هاست و از واژه سافیر اخذ شده‌است. نامحلول در اسیدها و به سختی در KHSO۴ حل می‌شود. MgO:۲۰٫۴۴٪ Al2O۳:۶۶٫۵٪ SiO۲:۱۳٫۰۶٪ و ادخال‌های Fe برای اولین بار در ماداگاسکار کشف شد و از نظر شکل بلور: قرصی شکل، رنگ: آبی تیره - سیاه - خاکستری تیره، شفافیت: شفاف، جلا: شیشه ای، رخ: کامل- مطابق با سطح و در رده‌بندی سیلیکات است همچنین خاصیت مغناطیسی ندارد و منشأ تشکیل آن دگرگونی - ماگمایی است.
همایند کانی‌شناسی (پارانژ) آن سختی - چگالی - انحلال در اسیدها -واکنش‌های شیمیایی - اشعه Xلازولیت - کیانیت- کورنروپین- اسپینل- کرندوم است
، از نظر ژیزمان بلوری - آگرگات دانه‌ای کمیاب است و بیشتر در آلمان شرقی، نروژ، فرانسه، ایتالیا، گروئنلند، هند، ماداگاسکار، کانادا، آفریقای جنوبی، آمریکا، قطب شمال و یونان یافت می‌شود.